# 친일파

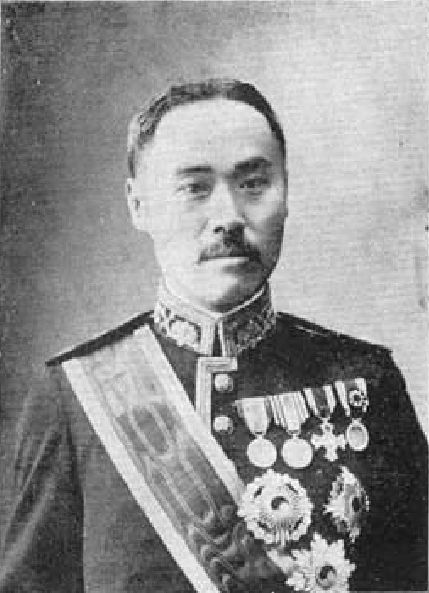
대표적인 인물인 이완용 후작

친일파(한국 한자: 親日派)는 일본 제국이 동아시아 각국을 침탈할 무렵에 일본 제국에 가담하여 그들의 정책을 지지하고 추종하거나 적극적으로 협력했던 매국노를 가리킨다. 일본의 식민 지배 중과 제2차 세계 대전 종전 이후 비난의 대상이 되었다. 특히 일본이 침략하거나 전쟁을 일으킨 지역의 국가들에서 부정적으로 여겨진다. 현재에도 일본에 적극적으로 협력하는 매국노라는 뜻으로, 종일주의자(從日主義者), 종일파(從日派), 부일파(附日派)라고도 한다.

## 명칭
“친일파”라는 단어는 임종국이 1966년 출간한 《친일문학론》에서 처음으로 나온다. 이 책에서, 친일(親日)은 “일본과 친하다”라는 뜻으로 정의되었으며 친일파라는 명칭은 당시 기득권을 쥐고 있었던 사회지도층 세력인 부일배 표현 대신에 사용된 것이다. 부일(附日)은 “일본 제국주의에 부역하다”라는 뜻으로 단순히 일본과 친하다라는 개념을 넘어 일본 제국주의의 침략 의도를 적극적으로 도운다는 의미이다. 출간된 이후 대한민국 사회에서는 친일파라는 단어가 자주 쓰이게 되었다. 그러나 이는 잘못된 표현으로, 친일이 아닌 부일, 종일 등으로 부르는 것이 옳은 표현이다.
부일파는 일본에 대한 정확한 이해의 필요성을 주장한 지일파나 학일파(學日派), 경제·문화면에서 일본으로부터의 극복을 주장한 극일파와는 구별되는 개념이다. 단순히 일본 문화 전반이나 일본인을 좋아하거나 이에 친근감을 느끼는 것인 친일과도 구별된다.

## 기준과 대상
부일 행위 및 부일파의 기준, 범위나 대상 설정 등에 대해서는 많은 논란이 있다. 적극적인 친일행위를 한 자와 경술국치 당시 관직자 만을 대상으로 하는가, 창씨개명자 및 소극적인 친일행위자, 민족개량주의자 등도 포함하는가의 여부 등 그 쟁점은 매우 다양하다. 예를 들어 어떤 이들은 체제 하에서 수동적인 친일 행위를 한 사람은 친일파로 볼 수 없으며, 생존을 위해 소극적으로 협력한 정도는 이른바 반민족행위와는 다르게 봐야 한다고 주장하지만 또다른 이들은 이 역시 결국은 똑같은 친일행위라고 반박한다.
1948년 제정된 반민족행위처벌법에서는 다음과 같은 자들에게 죄가 있다 하였다. 일본정부와 통모하여 한일합병에 적극 협력했거나 한국의 주권을 침해하는 조약 또는 문서에 조인한 자, 일본정부로부터 작위를 받았거나 일본제국의회 의원이 되었던 자, 독립운동자나 그 가족을 악의로 살상·박해하거나 지휘한 자, 습작(襲爵)한 자, 조선총독부 중추원 부의장·고문·참의, 칙임관 이상의 관리, 밀정행위자, 독립 운동을 방해할 목적으로 단체를 조직했거나 그 단체의 수뇌간부로 활동한 자, 군·경찰의 관리로서 악질 행위를 한 자, 군수공업을 책임경영한 자, 도·부의 자문 또는 결의기관의 의원이 된 자 중에서 일제에 아부하여 죄적이 현저한 자, 관공리 중 악질적 죄적이 현저한 자, 일본국책을 추진시킬 목적으로 설립된 각 단체 본부의 수뇌간부 중 악질적인 자, 종교ㆍ사회ㆍ문화ㆍ경제 기타 각 분야에서 악질적 언론 저작과 지도를 한 자, 일제에 대한 악질적인 아부로 민족에게 해를 가한 자.
민족문제연구소에서는 자발성이라는 기준 하에 친일파를 더욱 광범위하게 잡고 있다. 대표적인 예를 들자면, 민족문제연구소에서는 일본 육군사관학교 출신 또는 만주군관학교 출신들과 같은 자발적으로 일제에 복무한 장교들은 친일인명사전에 게재하고 있으나, 학병 출신들과 같이 지원을 가장한 징병된 사람들은 친일인명사전에 게재하지 않고 있다. 일제말기에 일제는 초급 장교 수가 부족해지면서, 지원제를 가장해 강제적으로 조선인 대학생들을 징병했기 때문이다. 또한 민족문제연구소에서는 창씨 개명의 경우 강제로 이루어졌기에 이를 친일로 보고 있지 않다.
친일파 인물로는 반민족행위특별조사위원회가 파악한 7,000여명의 조사대상자, 1966년 이후 임종국이 발굴해낸 친일인사, 2005년 민족문제연구소의 친일인명사전 편찬위원회가 독자적으로 정한 일제강점기 친일파 3,090명, 2006년부터 2009년까지 친일반민족행위진상규명위원회이 정한 1,005명 등이 거론되는데, 그 기준과 적용 문제로 인해 친일 인사로 지목된 본인 혹은 그 후손으로부터의 반발이 이어지고 있다.

## 국가별 역사

### 한반도(조선반도)
1910년 8월 26일 한일병합에 적극 찬성하거나 참여한 자와 당시 고위 관직자 근무자 등 일제강점기에 부일 행위를 한, 즉 당시 일본의 정책을 지지한 자, 적극적으로 협력하여 부를 쌓고 권세를 누린 자들이 이 범주에 포함된다. 법률적으로 특히 일제강점기 당시의 부일파를 가리켜 친일반민족행위자(親日反民族行爲者)라고 칭하기도 한다.
1945년 8월 15일 해방을 맞으면서, 곧 이어 미군이 한반도 이남지역에 입성하여 군정을 선포하였는데, '맥아더 포고령'을 통해 과거 일제시대 때 부역행위를 한 관료출신이나 경찰, 군인출신들을 대거 등용함으로써 친일파세력들은 득세를 하게 된다. 1948년 8월 15일 대한민국 정부 수립 이후, 제헌 국회가 반민족행위처벌법을 제정하고 이에 따라 반민족행위자특별조사위원회(반민특위)를 구성해 친일파 청산을 시도했으나, 초대 대통령 이승만정부 및 내각구성원의 일원인 친일파의 조직적인 방해로 무산되었다.  과거에 일제에 충성을 바치던 상당수 친일파들은 해방 이후 처벌을 받지 않았고 정치적 지지세력이 있어야 했던 정권과 결탁하여 철저한 반공주의를 내세운 정치활동을 하였으며, 특히 일부 군·경 친일인사들은 이승만 정부로부터 과거행적과는 무관한 현재의 공적 위주로 평가한 '반공투사'로 칭송받는 등 대한민국 정부수립 이후 제1공화국때 주요직을 겸직하며 그들의 권위를 누린 자들이 많았다.
친일파들이 반공투사로 변신한 계기는 동아일보의 신탁통치 오보 사건이다. 친일파 세력들이 우익쪽으로 들어가 열렬하게 반탁운동을 하여 반공투사로 위장하고 좌우대립이 심해질수록 자신들의 입지를 강화, 애국자로까지 변신하였다.
2004년 3월 22일에는 일제강점하 반민족행위 진상규명에 관한 특별법 통과에 따라 2005년 대통령 직속 친일반민족행위진상규명위원회(반민규명위)가 발족하였다. 반민규명위는 대통령 직속 기구로, '일제에 협력해 우리 민족에 해를 끼친 행 위'한 자를 대상으로 조사했다. 위원회는 이후 2006년, 07년, 09년에 각각 106인, 195인, 705인 도합 1,005인의 친일반민족행위자 명단을 발표했으며 이와 함께 2009년 11월 26일 10여 권에 달하는 반민족행위진상규명보고서를 발표했다. 조사대상 1052인 中 안익태, 박정희, 장지연 등은 제외되고 김성수, 최남선, 김활란 등의 인물은 명단에 오르는 등 형평의 논란이 일었으며, 명단에 등재된 행위자의 후손들은 결정취소 청구소송 등을 벌이며 반발했다.
2005년 12월 8일에는 출석160인 중 찬성155인으로 친일반민족행위자 재산의 국가귀속에 관한 특별법이 가결, 29일에 공포되어 친일파라고 인정된 인물이 반민족행위의 대가로 취득하였다고 판단되는 특정 재산을 후손 등이 상속했더라도 적법한 절차로 몰수하거나 환불 취소조치를 하며 이 법에 따라 세워진 친일반민족행위자재산조사위원회가 친일파와 그 재산을 조사해 몰수 대상을 결정했다.
2008년에는 이명박 정권 출범후, 대통령령 규정·부령·훈령 등으로 설치된 837개 위원회의 통폐합이 필요하다는 감사원의 지적에 따라 행정안전부는 이 431개 위원회 중 65개 위원회를 통폐합하였다. 이 과정에서 과거사 관련 위원회의 통폐합을 두고 민주당등 야권이 반발했다.
2009년 11월 8일에는 민족문제연구소에서 친일인명사전 발간식 대회를 열었는데, 이 과정에서 반대 단체와 마찰을 빚어 설전을 두고 논란이 되기도 하였다. 2001년 발족한 친일인명사전 편찬위원회 구성원 다수는 사학계에서 활동하는 인물과 국정교과서 집필진, 국사편찬위원회, 역사문제연구소 등이며 150인의 편찬위원, 180인의 집필진으로 구성되어있다. 반민규명위원회와는 다르게, '일제에 협력한 행위를 한 자'를 대상으로 조사했다
 계간 시대정신 등 우익 진영에서는 위원회 집필진들의 활동에 대해 '정치적인 의도가 있다'며 의문을 제기하기도 했다.이러한 맥락에서 지만원 등 극우주의자들은 민족문제연구소 소장 등이 친북파(親北派)라고 주장했다. 이러한 선정위원들의 성향에 대한 논란에 대해서는 '보수언론들이 제기해온 색깔론에 불과하다'는 주장도 있다. 대한민국 광복회 승병일 부회장은 완전히 청산되지 않은 친일의 유산을 우려하며 "친일세력들이 다시 득세하려는 사회분위기가 조성되고 있는 것 같아 참으로 유감스럽다. 3·1 운동을 다시 해야 한다는 절박함 마저 든다"고 말했다.

### 조선민주주의인민공화국
한반도 이북 지역에서 친일파 처단은 일차적으로 소련군정 하 인민위원회의 광범위한 활동으로써 전개되었다. 일제강점기 악질 친일파는 매판적 부를 쌓은 반동 계급과 동일시되었으며, 각 지역 인민위원회는 여러 공식적·비공식적 방법을 동원하여 친일파를 정치적으로 숙청하였다. 인민정권 수립 전까지 친일파는 주로 탄백제(坦白祭)를 통해 처리되었다. 탄백제는 경미한 친일의 경우 법적 제재를 가하지 않는 동시에, 악질 친일에 대해서는 엄벌을 가하는 세부적인 친일 청산 기준책이었다. 두 경우 모두 토지를 비롯한 자산은 기본적으로 몰수가 진행됐다. 1945년 10월에서 1948년 9월까지 한반도 이북 지역의 친일 인사들은 공산주의자들의 탄압을 피해 대거 월남하였다. 인민정권 수립 후에도 잔여 친일파는 토지 및 재산 몰수를 동반한 인민 재판이나 노동 수용소 수감 등으로 처리되었다.
토지 및 기타 생산 수단에 대한 몰수를 받아들인 선에서 극소수의 친일파들은 조선민주주의인민공화국 정권에 참여하기도 했다. 대표적인 인물로 공훈배우이자 최고인민회의 대의원을 지낸 최승희, 최고인민회의 대의원과 교육문화성 부상을 지내고 공훈 인민배우 칭호의 황철, 정치인 이승엽 등과 함께 장헌근, 김정제, 조일명 등 공산주의 국가에 동조하는 친일파들이 1948년 9월 9일 조선민주주의인민공화국 수립에 참여하였다. 그러나, 위 인물은 대부분 일제강점기 시기의 행보로 인해 조선로동당 정치국에 진입하기 어려운 상태였으며, 1950년대 중후반 한국전쟁 이후를 기점으로 숙청을 피하지 못했다.
항공 전문 인력이 극심하게 부족했던 조선인민군은 일본 제국 육군 항공대 및 만주군 출신의 항공 인력을 등용하여 조선인민군에 편입시키기도 했다. 그러나 결국 궤멸하였다. 이후 조선인민군 공군은 소비에트 연방 항공군 양성 방식을 모방하여 김책공군대학을 세운 후 추가적인 인력을 공급하였다.
조선민주주의인민공화국 내에서 혁명 경력이 없는 대다수의 부일 인사는 본인 외에도 자손까지 불이익을 당했다. 법적으로 형식적인 연좌제는 존재하지 않았으나, 실질적으로는 취업, 대학 입학, 승진 등에서 심각한 차별 대우를 받았다. 이는 인민정권 수립 후에도 친일 인사 및 그 친족들이 친일의 잔재가 남아 있는 대한민국으로 대거 월남하는 계기가 되었다.

### 중국
1931년 만주사변부터 1945년 중일전쟁 & 제2차 세계대전 기간동안 일본제국에 협력한 부일 중국인들이 많았다. 이들을 한젠(漢奸)이라 부르는데, 중일전쟁 이후 국민당과 중국 공산당 모두 이들 한젠들을 가려내 강도높은 처벌한 바가 있다. 특히 일본에 의한 괴뢰 정부였던 왕징웨이 정권에 참여한 고위관리 절대다수는 국민당에 체포되어 처형되거나 가혹한 형벌을 받았다. 만주국의 고위관리들은 전후 소련군에 체포되어 시베리아 수용소에 있다가 뒤에 중화인민공화국에 의해 강제소환되어 모두 강제수용소에 수용되었다. 만주국 황제로 지낸 푸이 등 일부는 후에 사면되었다.

## 같이 보기
- 일본이 저지른 전쟁 범죄
- 한국의 반일감정
- 대동아공영권
- 을사오적
- 한일 분쟁
- 한간